# Pleopeltis thysanolepis
Pleopeltis thysanolepis là một loài dương xỉ trong họ Polypodiaceae. Loài này được Klotzsch mô tả khoa học đầu tiên năm 1993.
Danh pháp khoa học của loài này chưa được làm sáng tỏ. 